# دانشنامه خلیج فارس، عمان و عربستان مرکزی

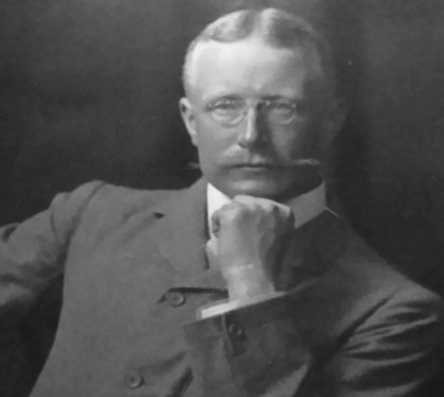
جان گوردون لوریمر

دانشنامه خلیج فارس، عمان و عربستان مرکزی (ملقب به لوریمر) دانشنامه‌ای دو جلدی است که توسط جان گوردن لوریمر، دیپلمات و تاریخ‌نگار اهل بریتانیا بعنوان مقیم خلیج فارس (نمایندگی سیاسی بریتانیا در خلیج فارس که در شهر بوشهر مستقر بود) و یکی از مدیران کمپانی هند بریتانیا گردآوری شده‌است. این دانشنامه به‌طور مخفی توسط دولت انگلیس در هند در سال ۱۹۰۸ و ۱۹۱۵ منتشر شد و به عنوان کتاب راهنما برای دیپلمات‌های انگلیسی که در شبه جزیره عربستان و ایران خدمت کرد بود.
این اثر در سال ۱۹۵۵ تحت حاکمیت پنجاه ساله از طبقه‌بندی خارج شد و به دلیل پوشش گسترده تاریخ و جغرافیای منطقه مورد ستایش گسترده قرار گرفت. از قرن هفدهم تا اوایل قرن بیستم میلادی "مهمترین منبع تکمیلی مطالب تاریخی در مورد کشورهای خلیج فارس و عربستان سعودی " در نظر گرفته شده‌است.

## زمینه
از قرن بیستم، امپراتوری بریتانیا تلاش کرد ارتباطات خود را با هند تحت کنترل انگلیس تقویت کند که منجر به علاقه بیشتر به منطقه خلیج فارس می‌شود، و در نهایت به دیدار نایب‌السلطنه هند جرج کرزن، از سیاستمداران و رجال معروف بیست و پنج سال نخست قرن بیستم در بریتانیا و ایران‌شناس، از خلیج فارس در ۱۹۰۳ منجر می‌شود. برای اطمینان از آگاهی و آمادگی کافی نمایندگان انگلیس در منطقه برای تقویت نفوذ خود در منطقه، به یک کتابچه راهنمای سبک‌وزن که به راحتی در دسترس باشد نیاز بود.
در نوامبر ۱۹۰۳، مقامات انگلیس برای تهیه چنین سندی به جان گوردون لوریمر، یکی از اعضای خدمات ملکی هند که در استان مرزی شمال غربی کار می‌کند، مأموریت دادند. در ابتدا به لوریمر شش ماه فرصت داده شد تا این کار را انجام دهد، اما بارها و بارها اصرار داشت که برای اطمینان کامل از اتمام کار وقت بیشتری در نظر بگیرد. طی ۱۰ سال آینده داده‌ها از بایگانی‌های دولت در کلکته و بمبئی و از چندین آزمایش میدانی در خلیج فارس تحت وظیفه ویژه و با همکاری تیمی از محققان قرار گرفتند.

## محتوا
این دانشنامه سندی ۵۰۰۰ صفحه ای است که به دو جلد تقسیم شده‌است. اولین جزئیات تاریخی منطقه و دوم جزئیات جغرافیایی آن است. قسمت جغرافیای دانشنامه ابتدا تکمیل شد و در سال ۱۹۰۸ منتشر شد. بخش تاریخچه دانشنامه فقط در سال ۱۹۱۵ تکمیل و منتشر شد، یک سال پس از مرگ خود لوریمر که در یک حادثه تیراندازی جانش را از دست داد.

### تاریخ
این قسمت از دانشنامه به سه قسمت «تاریخ، جغرافیا و شجره نامه» تقسیم شد که بر اساس قومیت تقسیم شدند. بخش ۱ (بخش عربی) به تاریخ خلیج فارس، عربستان مرکزی و عراق عثمانی اختصاص داشت. بخش ۲ (بخش فارسی) تاریخ ایران را با توجه خاص به منطقه استان خوزستان که در آن اکثراً عرب نشین هستند، مورد توجه قرار داده‌است. بخش ۳ شامل ۱۹ نمودار شجره نامه مربوط به خانواده‌های حاکم در منطقه بود. این تحقیق از یادداشت‌های خود لوریمر و کار همکارانی مانند JA Saldanha و CH Gabriel جمع‌آوری شده‌است و از قرن هفدهم تا بیستم متغیر است.

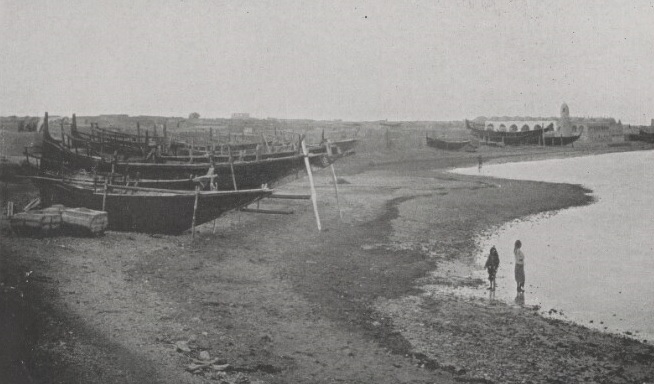
دوحه در سال ۱۹۰۴، از دانشنامه

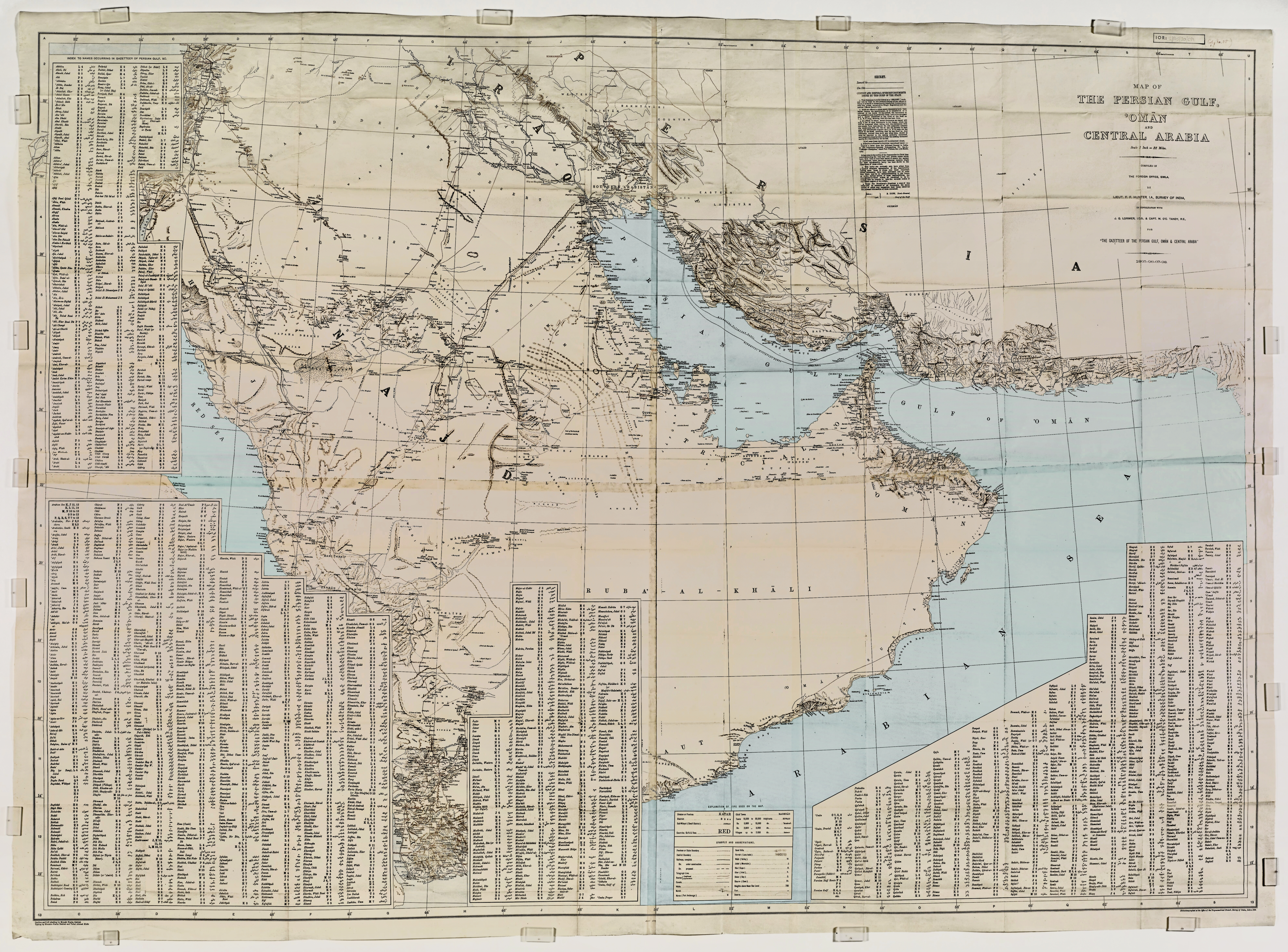
نقشه خلیج فارس، از دانشنامه

### جغرافیا
این بخش با عنوان «جغرافیا و آمار»، سندی ۲۰۰۰ صفحه ای است و یک ترتیب الفبایی گسترده از قبایل و سکونتگاه‌ها را در سراسر منطقه، به کشورهای مختلف تقسیم کرده‌است. داده‌ها از طریق مأموریت‌های تحقیقاتی انجام شده توسط لوریمر و گروه او به دست آمده‌است. همچنین در این بخش ۵۶ تصویر بازتولید شده از منطقه گرفته شده از سوابق استعماری و دو نقشه نشان دهنده توزیع سایتهای مروارید و جغرافیای سیاسی کلی است.

## پذیرایی و میراث
این دانشنامه که فقط برای استفاده رسمی طبقه‌بندی شده‌است، به ترتیب در سال ۱۹۰۸ و ۱۹۱۵ و فقط در ده‌ها نسخه به صورت مخفیانه منتشر شده‌است. به همین ترتیب، هیچ آگاهی عمومی از وجود چنین اثری وجود نداشت. در نتیجه، در آگهی ترحیم لوریمر هیچ اشاره ای به دانشنامه نشده‌است. تنها زمانی که این اثر در سال ۱۹۵۵ از طبقه‌بندی خارج شد، به عنوان نویسنده شناخته شد.
در سال ۱۹۷۱، متمم ادبی تایمز، پوشش تاریخی این اثر را «فوق‌العاده» و بخش جغرافیایی آن را «بدون جایگزین مدرن» ستود. دانشنامه، اگرچه از منابع انگلیسی گرفته شده و از دیدگاه انگلیس نوشته شده‌است، اما هنوز هم به عنوان منبع ارزشمندی برای یک محقق جدی در نظر گرفته می‌شود.
این دانشنامه در ژانویه ۲۰۱۵ دیجیتالی شد و به صورت آنلاین توسط کتابخانه دیجیتال قطر در دسترس قرار گرفت.

## پیوندهای وب
- Gazetteer of the Persian Gulf, Oman and Central Arabia (Online)
- (Online, kostenpflichtiger Zugang bei Brill Publishers)